# Jaynagar Majilpur
Jaynagar Majilpur je mestece in občina v indijski zvezni državi Zahodna Bengalija.